# Златне планине Алтаја
Златне планине Алтаја је назив за Унескову светску баштину која се састоји од природних резервата Алтај и Катун, Телецког језера, планине Белуха и висоравни Укок. Како је наведено у УНЕСКО-вом опису локалитета, „регион представља најпотпунији низ зона висинске вегетације у централном Сибиру, од степа, шума-степа, мешовитих шума, субалпске вегетације до алпске вегетације“.  Унеско је приликом доношења одлуке навео и значај руског Алтаја за очување глобално угрожених сисара, као што су снежни леопард и алтајски аргали (дивље овце). Област покрива огромну површину од 16.175 km². 

## Алтајски регион, локације и пејзаж
Алтајски регион се састоји од четири примарне локације и пејзажа: планине Белуха, висоравни Укок, реке Катун и долине Каракол. Планина Белуха се сматра светим местом за будисте и бурканисте. Њихови митови који окружују овај део планинског ланца дали су веродостојност њиховој тврдњи да је то била локација Шангри-ла (Шамбала). Ова локација, након што су се први пут људи попели раних 1900-их, сада угошћује безброј пењача сваке године. Висораван Укок је древно гробље раних сибирских народа. Штавише, бројни митови су повезани са овим делом Златних планина. Река Катун је важна верска локација за Алтајце где они (током прослава) користе древна еколошка знања за обнову и одржавање реке. Долина Каракол је дом три аутохтона села која се у великој мери баве туризмом. 

## Културна вредност
Поред тога што су Златне планине Алтаја наведене на листи светске баштине према природним критеријумима, она садржи и информације о номадској скитској култури. Пермафрост на овим планинама је сачувао скитске хумке. Ове смрзнуте гробнице, или кургани, држе металне предмете, комаде злата, мумифицирана тела, тетовирана тела, жртвоване коње, предмете од дрвета/коже, одећу, текстил, итд.  Међутим, висораван Укок (на планинама Алтаја) је свето место за Алтајце, тако да археолози и научници који желе да ископавају и истражују локацију изазивају контроверзу. 

## Изложба Британског музеја
Британски музеј у Лондону је од септембра 2017. до јануара 2018. имао изложбу „Скитски ратници древног Сибира”. Изложбу је спонзорисао Бритиш петролеум. 

## Климатске промене
Климатске промене су изазвале отапање пермафроста, угрожавајући очување поменутих гробница. Током последњих 100 година дошло је до повећања температуре за 1 °C широм Азије и повећања температуре од 2 °C у подножју Алтаја, при чему је повећање израженије у зиму и пролеће. 
Глацијалне поплаве постале су проблем у овој области. Конкретно, Софијски глечер у региону се повлачи брзином од 18 метара годишње. 
Пораст температуре такође представља претњу за различите угрожене врсте које су настањене у планинском региону. Ове врсте укључују снежног леопарда, аргали планинске овце, степског орла и црну роду. 

## Напори очувања
2005. године, УНЕСКО-ов центар за светску баштину покренуо је пројекат очувања смрзнутих гробница на планинама Алтај уз финансијску подршку УНЕСКО-вих фондова. 14. маја 2008. године овај пројекат је приведен крају. 

## Галерија
- Телецко језеро
- Висораван Укок